# Shūto Watanabe
Shūto Watanabe (japanisch 渡邉 柊斗 Watanabe Shūto; * 28. Januar 1997 in Nagoya, Präfektur Aichi) ist ein japanischer Fußballspieler.

## Karriere
Shūto Watanabe erlernte das Fußballspielen in der Jugendmannschaft von Nagoya Grampus, in der Schulmannschaft der Tokai Gakuen University High School sowie in der Universitätsmannschaft der Tokai Gakuen University. Von Mitte September 2018 bis Saisonende wurde er an seinen Jugendverein Nagoya Grampus ausgeliehen. Der Verein aus Nagoya, einer Hafenstadt in der Präfektur Aichi auf Honshū, spielte in der ersten japanischen Liga. Nach der Ausleihe wurde er von Nagoya am 1. Februar 2019 fest unter Vertrag genommen. Hier kam er bis Saisonende 2020 nicht zum Einsatz. Zu Beginn der Saison 2021 wurde er vom Zweitligisten Mito Hollyhock ausgeliehen. Sein Zweitligadebüt für den Verein aus Mito gab Shūto Watanabe am 3. Oktober 2021 (32. Spieltag) im Auswärtsspiel gegen den SC Sagamihara. Hier stand er in der Startelf und wurde in der 67. Minute gegen Kai Matsuzaki ausgewechselt. Das Spiel endete 4:4. Für Mito absolvierte er vier Zweitligaspiele. Nach der Ausleihe kehrte er nicht nach Nagoya zurück. Im Februar 2022 unterschrieb er einen Vertrag beim Viertligisten Verspah Ōita. Hier bestritt er 20 Ligaspiele. Die Saison 2023 stand er beim ebenfalls in der vierten Liga spielenden FC Maruyasu Okazaki unter Vertrag. Anschließend spielte er für die Regionalligisten Veroskronos Tsuno und Tokai FC.